# 拉德任卡
48°32′32″N 30°14′17″E / 48.54222°N 30.23806°E

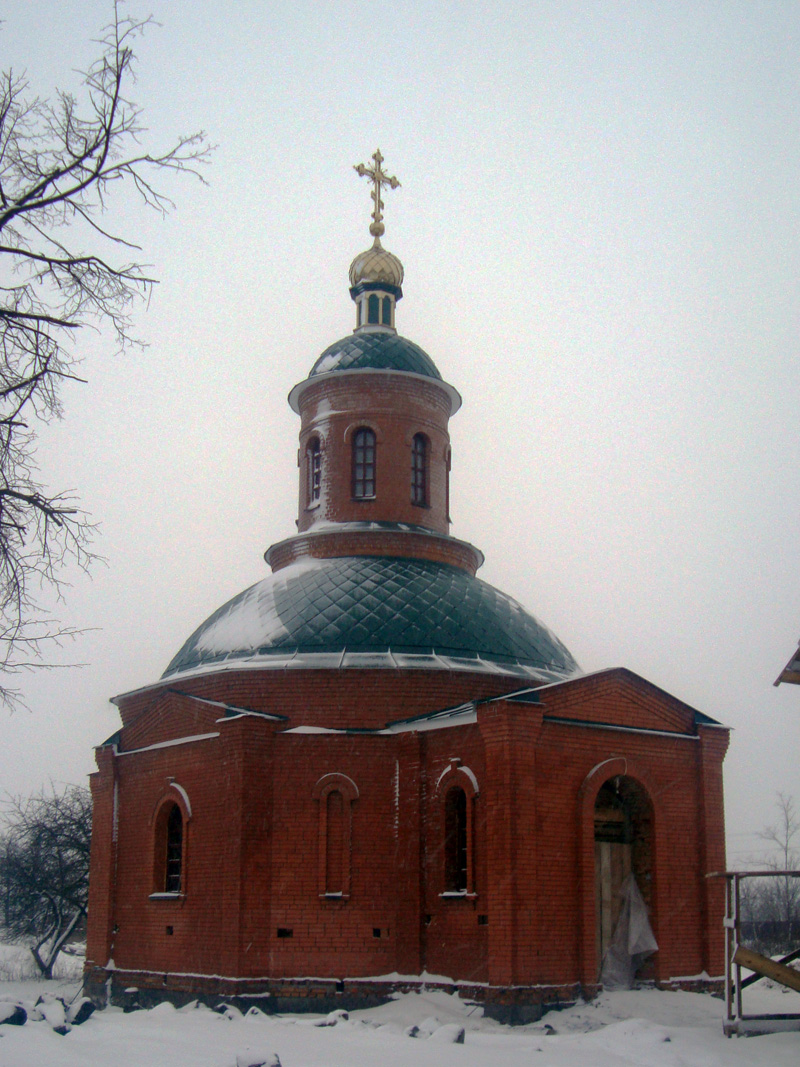
教堂

拉德任卡（烏克蘭語：Ладижинка）是位於烏克蘭中部的村莊，由切爾卡瑟州烏曼區的拉德任卡市镇負責管轄，並為該市鎮的行政中心。該村始建於1726年，面積51.75平方公里，海拔高度197米，2001年人口2,496。